# Otto Ernst Remer

Fälttecken för Division Großdeutschland med monogrammet "GD".

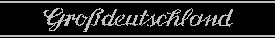
Ärmband för soldater tillhöriga Division Großdeutschland. Ärmbandet bars på höger ärm.

Otto Ernst Remer, född 18 augusti 1912 i Neubrandenburg, Mecklenburg-Strelitz, Tyskland, död 4 oktober 1997 i Marbella, Spanien, var en tysk generalmajor i Wehrmacht. Han är känd som en av nyckelpersonerna i nedslåendet av 20 juli-kuppen mot Adolf Hitler 1944.
Remer var 1942 kapten i Division Großdeutschland, inom vilken han förde befäl över en pansarskyttebataljon. Från 1944 till 1945 var Remer befälhavare för Wachbataillon Großdeutschland, en vaktbataljon stationerad nära Berlin.
Efter andra världskriget gjorde sig Remer känd som högerextremist och förintelseförnekare. År 1992 dömdes han till 22 månaders fängelse för att ha spridit skrifter som propagerade för rashat. 

## Biografi
Otto Ernst Remer föddes i Neubrandenburg år 1912. Vid tretton års ålder anslöt han sig till Jungsturm inom Bündische Jugend, en ungdomsrörelse som fann inspiration i Wandervogel-rörelsen. Tidigt önskade Remer bli officer i den tyska armén. I april 1933 inträdde Remer i Reichswehr som kadett vid Infanterie-Regiment 4.
Vid andra världskrigets utbrott den 1 september 1939 var Remer löjtnant och chef för ett infanterikanonkompani. Under slaget om Frankrike 1940 fick han befäl över ett motoriserat infanterikanonkompani vid 9:e pansardivisionen. Med denna enhet stred han även under Balkanfälttåget och under Operation Barbarossa, Tysklands invasion av Sovjetunionen, 1941. Följande år befordrades Remer till kapten och förde befäl över en pansarskyttebataljon inom Division Großdeutschland. Han utmärkte sig särskilt under tredje slaget vid Charkiv 1943 och tilldelades i maj detta år Riddarkorset av Järnkorset; han erhöll Riddarkorsets eklöv i november. Remer kom att såras åtta gånger under andra världskriget.

### 20 juli-kuppen
Efter en tids konvalescens gavs Remer i maj år 1944 befälet över Wachbataillon Großdeutschland, en vaktstyrka som upprätthöll säkerheten i och omkring Berlin.
Den 20 juli 1944 utförde höga officerare ett attentat mot Adolf Hitler. Överste Claus Schenk von Stauffenberg hade placerat en bomb i ett konferensrum i Hitlers högkvarter Wolfsschanze nära Rastenburg i Ostpreussen. von Stauffenberg lämnade konferensrummet under förevändning att ringa ett telefonsamtal och sprängladdningen detonerade någon gång mellan klockan 12.40 och 12.50 lokal tid. Skyndsamt lämnade von Stauffenberg Wolfsschanze och flög till Berlin, i tron att Hitler var död. Remer fick i order av generallöjtnant Paul von Hase att spärra av regeringsbyggnaderna vid Wilhelmstrasse och arrestera propagandaminister Joseph Goebbels, tillika Gauleiter i Berlin. Remer var inte invigd i de sammansvurnas kupplaner, men de räknade med att han skulle lyda order på grund av sin soldated.
Med dragen pistol skyndade Remer iväg till Goebbels arbetsrum. Goebbels lyckades hindra Remer från att arrestera honom och påstod att Hitler inte var död. Goebbels påminde Remer om hans trohetsed mot Führern. Goebbels frågade även om Remer var en trogen nationalsocialist; Remer svarade jakande. Den förvirrade Remer bad då att telefonledes bli kopplad till Hitlers Wolfsschanze och tala med honom själv. Enligt Remer skall Hitler ha sagt följande:
| ”                                              | Hör ni mig? Jag lever! Mordförsöket misslyckades. En liten klick ärelösa officerare har velat eliminera mig. Nu skall vi ta itu med dessa sabotörer. Vi skall göra processen kort med denna pest. Jag beordrar er att återställa lugn och ordning i huvudstaden, om nödvändigt med våld. Ni är ansvarig inför mig personligen, tills Reichsführer-SS Himmler anländer till Berlin. | „ |
| – Adolf Hitler, den 20 juli 1944, Remer, s. 12 | |   |

Remer, som nu förstod att Hitler hade överlevt attentatet, och hans män kväste revolten och fängslade kuppmännen, bland andra överste Claus Schenk von Stauffenberg, generalöverste Ludwig Beck, överste Albrecht Mertz von Quirnheim, general Friedrich Olbricht och överstelöjtnant Werner von Haeften.

### 1944–1945
I november 1944 utsågs Remer till chef för en division som med svåra förluster deltog i Ardenneroffensiven. I januari 1945 befordrades han till generalmajor och blev då den yngste generalen inom Wehrmacht. I mars samma år deltog Remer i återerövrandet av Lauban (nuvarande Lubań i Polen) som tidigare hade fallit i Röda arméns händer. I samband med Tysklands kapitulation i maj 1945 hamnade Remer i allierad krigsfångenskap. Han släpptes fri 1947 och bosatte sig i Varel i Niedersachsen.

### Efterkrigstiden
År 1950 grundade Remer tillsammans med åtta andra politiker, bland andra Fritz Dorls och Wolf von Westarp, det nationalsocialistiska partiet Sozialistische Reichspartei Deutschlands (SRPD), vilket förbjöds två år senare. Partimedlemmarna förnekade att förintelsen hade ägt rum och hävdade att filmer från koncentrationsläger var fabricerade. År 1951 erhöll SRPD 360 000 röster i lokalvalen i Niedersachsen. Remer gick i exil 1952 och kom så småningom till Egypten där han agiterade för en stark arabisk armé som skulle kunna bekämpa den internationella judendomen.
Remer grundade år 1983 den nynazistiska organisationen Deutschen Freiheitsbewegung e.V. och var dess ordförande i sex år. Remer dömdes flera gånger under 1980- och 1990-talet för uppvigling och hets mot folkgrupp. Mellan 1991 och 1994 utgav Remer publikationen Remer-Depesche som innehöll starkt historierevisionistiskt material. År 1992 dömdes han i Tyskland till 22 månaders fängelse för att ha spridit skrifter som ansågs uppmana till rashat. Innan straffet skulle börja avtjänas, flydde Remer till Spanien. Spaniens högsta domstol avslog begäran att Remer skulle utlämnas till Tyskland, då Remer inte hade begått något brott i Spanien.
Otto Ernst Remer dog i Marbella 1997, 85 år gammal.

## Befordringshistorik
- Fanjunkare: 1 april 1933
- Löjtnant: 1 april 1935
- Oberleutnant:
- Kapten: 1 april 1941
- Major: 1 januari 1943
- Överste: 20 juli 1944 (Remer befordrades av Hitler personligen över telefon; Remer hoppade därmed över graden överstelöjtnant.)
- Generalmajor: 31 januari 1945

## Utmärkelser
- Riddarkorset av Järnkorset med eklöv
  - Riddarkorset: 18 maj 1943
  - Eklöv: 12 november 1943
- Tyska korset i guld: 29 augusti 1942
- Järnkorset av andra klassen: 20 maj 1940
- Järnkorset av första klassen: 12 juni 1940
- Attackmärket
- Såradmärket i guld
- Östfrontsmedaljen
- Militärorden för tapperhet i krig av fjärde klassen (första graden)